# Nazionale femminile di hockey su prato della Slovacchia
La nazionale di hockey su prato femminile della Slovacchia è la squadra femminile di hockey su prato rappresentativa della Slovacchia ed è posta sotto la giurisdizione della Slovak Hockey Association.

## Partecipazioni

### Mondiali
- 1994-2006 – non partecipa

### Olimpiadi
- 1996-2008 – non partecipa

### Champions Trophy
- 1993-2009 – non partecipa

### EuroHockey Nations Championship
- 1995-2009 – non partecipa